# Nowa Synagoga w Gliwicach

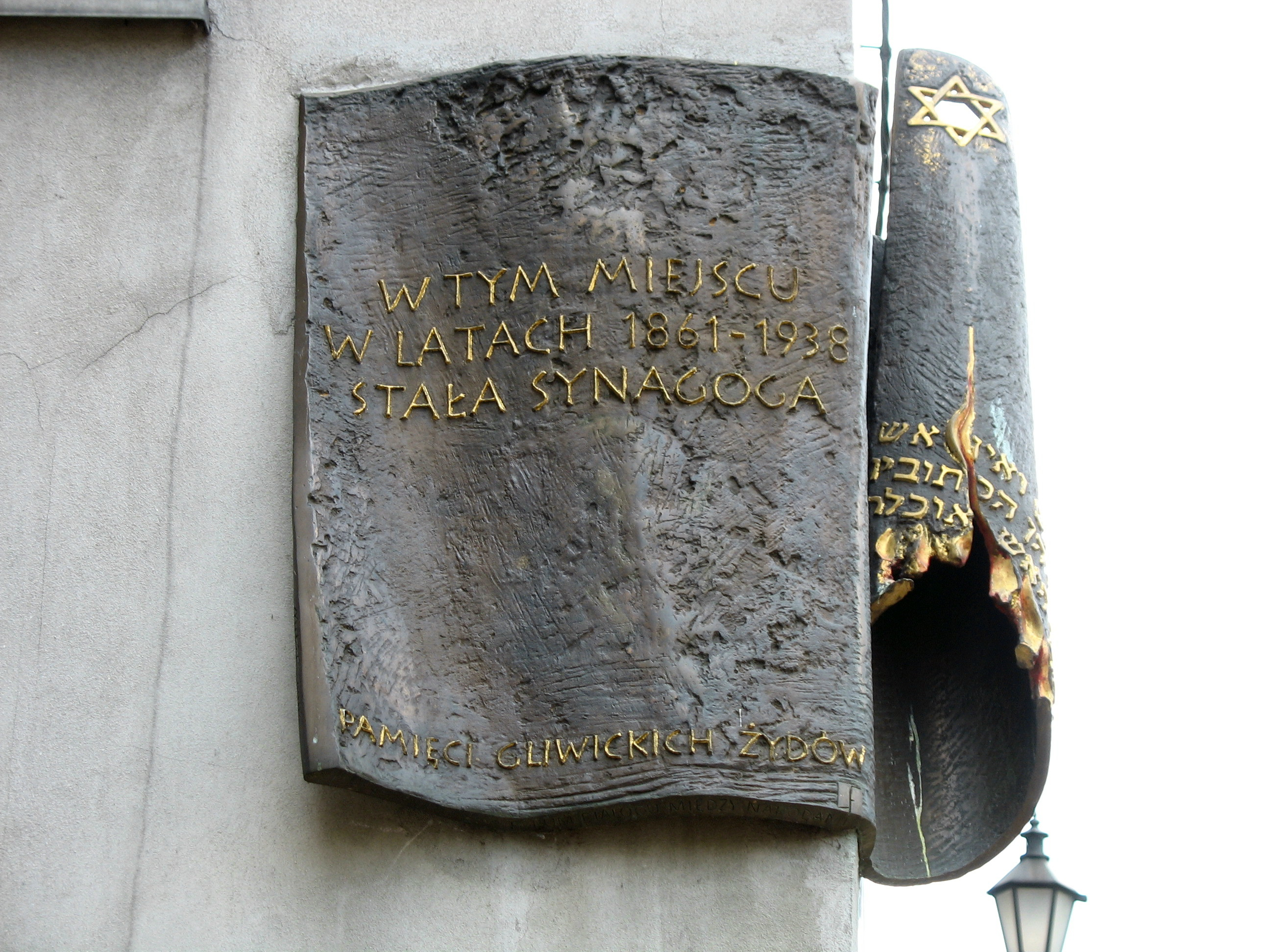
Tablica pamiątkowa

Nowa Synagoga w Gliwicach – nieistniejąca synagoga, która znajdowała się w Gliwicach przy ulicy Dolnych Wałów 15.

## Historia
Synagoga powstała w latach 1859–1861, według projektu Salomona Lubowskiego i Louisa Troplowitza – ojca Oscara Troplowitza. 
O Nowej Synagodze tak pisał Benno Nietsche w swojej Historii miasta Gliwice:

"Obecna synagoga, dostojny budynek w stylu orientalnym, została wzniesiona w latach 1860 - 1861 przez mistrzów murarskich Lubowskiego i Troplowitza, wedle planu wykonanego przez tego pierwszego, kosztem 25 444 talarów, 22 srebrnych groszy i 9 fenigów. Uroczyste oddanie świątyni do użytku odbyło się 29 sierpnia 1861 roku w obecności radcy konsystorialnego Barona jako przedstawiciela rządu oraz władz miejskich".

W 1911 roku wnętrze budynku poddano remontowi i przebudowie. Podczas nocy kryształowej z 9 na 10 listopada 1938 roku, bojówki hitlerowskie spaliły synagogę. Pożar synagogi stwarzał zagrożenie dla okolicznych budynków. Rano 10 listopada 1938 r. został sprowadzony oddział „Technische Nothilfe”, który wysadził budynek w powietrze.
Na jej miejscu wkrótce powstał targ, o czym świadczy projekt z lat 1938–1939. Prawdopodobnie w czasie II wojny światowej pod pustym placem po synagodze wybudowano schron. Po zakończeniu wojny nie odbudowano synagogi, choć były takie plany. Obecnie upamiętniają ją dwie tablice pamiątkowe.
Na początku 2007 roku ostatecznie wyburzono pozostałości synagogi w postaci podpiwniczenia oraz szczątków wieży. Prywatny właściciel, który kupił działkę, zamierzał na niej wybudować nowoczesny budynek. Do chwili obecnej (sierpień 2025) plac pozostaje jednak dalej niezabudowany.

## Architektura
Murowany, otynkowany gmach synagogi wzniesiono na planie prostokąta w stylu neomauretańsko-neoromańskim. Na osi środkowej znajdowały się potrójne okna, dolne były objęte półkolistą arkadą, tworzącą piękny portal. Po obu bokach znajdowały się dwie wieże zwieńczone kopułami z iglicami na których znajdowała się gwiazda Dawida. Narożniki wież zaakcentowane zostały ośmiokątnymi filarkami, zakończonymi sterczynami. Na elewacjach bocznych znajdowały się dwa rzędy półkoliście zakończonych okien przeciętych w połowie emporami. 
Między oknami znajdowały się lizeny, a całą synagogę wieńczył gzyms z fryzem arkadkowym. Wewnątrz na ścianie wschodniej znajdował się wspaniały Aron ha-kodesz. Nad nawami bocznymi znajdowały się empory dla kobiet wsparte na zdobionych, najprawdopodobniej żeliwnych, słupach. Całą synagogę oświetlał wielki żyrandol. Była jedną z pierwszych synagog z fasadą dwuwieżową. Główne wejście znajdowało się od strony obecnego Placu Inwalidów.
Obecnie po synagodze pozostało niewiele pamiątek. Zachowało się jedynie kilka zdjęć przedstawiających wygląd zewnętrzny oraz tylko dwa zdjęcia wnętrza synagogi. Nie zachowały się żadne plany i projekty. Z wyposażenia zachował się jedynie zegar modlitewny.